# Breton le Vieux

Breton dit le Vieux de Dammartin (aujourd'hui Dommartin), avoué d'Awans, seigneur de Jeneffe et seigneur de Waroux, né vers 1140, est le second fils de Hugues d'Awyr, dit Hugues de Lexhy. Comme l'avouerie et le château lui appartiennent et qu'il est riche, il se proclame seigneur d'Awans à la place de l'abbé de Prüm. Il est cité dans le cartulaire du Val-Benoît (1234).
C'est lui qui est l'ancêtre commun des lignages d'Awans et de Waroux qui vont s'entretuer durant la guerre des Awans et des Waroux.

## Famille
Il a épousé Marie de Trazegnies dont il eut deux filles et sept garçons :
- Libert de Dammartin, dit Libert de Waroux ;
- Humbert de Dammartin, dit Humbert de Lexhy ;
- Eustache de Dammartin, dit Eustache le Frognut de Villers-l'Évêque ;
- Fastré de Dammartin, dit Penilh ;
- Sébastien de Dammartin dit Sébastien de Hognoul ;
- Breton de Dammartin ou Breton dit le Jeune de Waroux ;
- Renier de Dammartin ou Renier dit le Vieux de Visé, châtelain de Daelem.

## Source
- Jacques de Hemricourt, Le Miroir des Nobles de Hesbaye, Liège, Bassompierre, 1791, 344 p. (lire en ligne), p. 18